# António Joaquim Granjo
António Joaquim Granjo (Chaves; 27 de diciembre de 1881-19 de octubre de 1921) fue un abogado y político portugués.
Republicano en su juventud, era miembro de la Asamblea Nacional Constituyente, elegido el 28 de mayo de 1911. Luchó durante la participación portuguesa en la Primera Guerra Mundial, y escribió un libro sobre sus experiencias.
Después del asesinato del presidente Sidónio Pais, António Granjo se rebeló contra la Monarquía del Norte en 1919, y el intento de instauración de un régimen real. Fue presidente de la cámara municipal de Chaves de febrero a julio de 1919. Elegido ese mismo para la cámara de los diputados por el Partido Republicano Evolucionista y más tarde fundador del movimiento sucesor, el Partido Liberal Republicano.
Ministro de Justicia durante el gobierno de la coalición de Domingos Leite Pereira, sirvió a su país como primer ministro en dos breves mandatos, del 19 de julio al 20 de noviembre de 1920 en un gobierno liberal. Fue nombrado nuevamente primer ministro, para sustituir a Tomé de Barros Queirós, el 30 de agosto de 1921.
António Granjo fue cruelmente asesinado la noche del 19 al 20 de octubre de 1921, conocida como Noche Sangrienta, durante la revolución de cariz radical iniciada el día 19, que lo llevó a pedir la dimisión del cargo de primer ministro que entonces desempeñaba. Sus asesinos fueron marineros y soldados de la GNR, integrantes del movimiento revolucionario en curso, comandados por el Cabo Olímpio, el "diente de oro". António Granjo fue sacado de casa de Francisco Pinto da Cunha Leal, afecto al Partido Democrático, donde había intentado obtener protección, y llevado al Arsenal da Marinha. A su llegada fue herido con dos disparos en el cuello, tratado en la enfermería y acogido en un cuarto. Un grupo de revolucionarios entró en la habitación donde se encontraba gravemente herido, acribillándolo a balazos. Después de eso, un cornetero de la GNR aún le clavó un sable en el vientre.
En la Noche Sangrienta también fueron asesinados otros republicanos del 5 de octubre, entre los cuales se encontraban Machado Santos y Manuel da Maia. Los asesinados tenían en común el haber sido opositores de la corriente radical que dominó la Primera República Portuguesa, con la excepción de unos pocos.
- Datos: Q610969
- Multimedia: António Granjo / Q610969